# Vigna ramanniana
Vigna ramanniana är en ärtväxtart som beskrevs av Rossberg. Vigna ramanniana ingår i släktet vignabönor, och familjen ärtväxter. Inga underarter finns listade i Catalogue of Life.